# Sama de Grado
Sama de Grado (Sama en asturiano) es una parroquia del concejo de Grado, en el Principado de Asturias (España). Alberga una población de 156 habitantes (INE 2009) en 136 viviendas. Ocupa una extensión de 15,92 km².
Fue el primer pueblo ejemplar de Grado, y es candidata al premio Pueblo ejemplar de Asturias
Su correspondiente parroquia está bajo la advocación de San Esteban.

## Situación geográfica

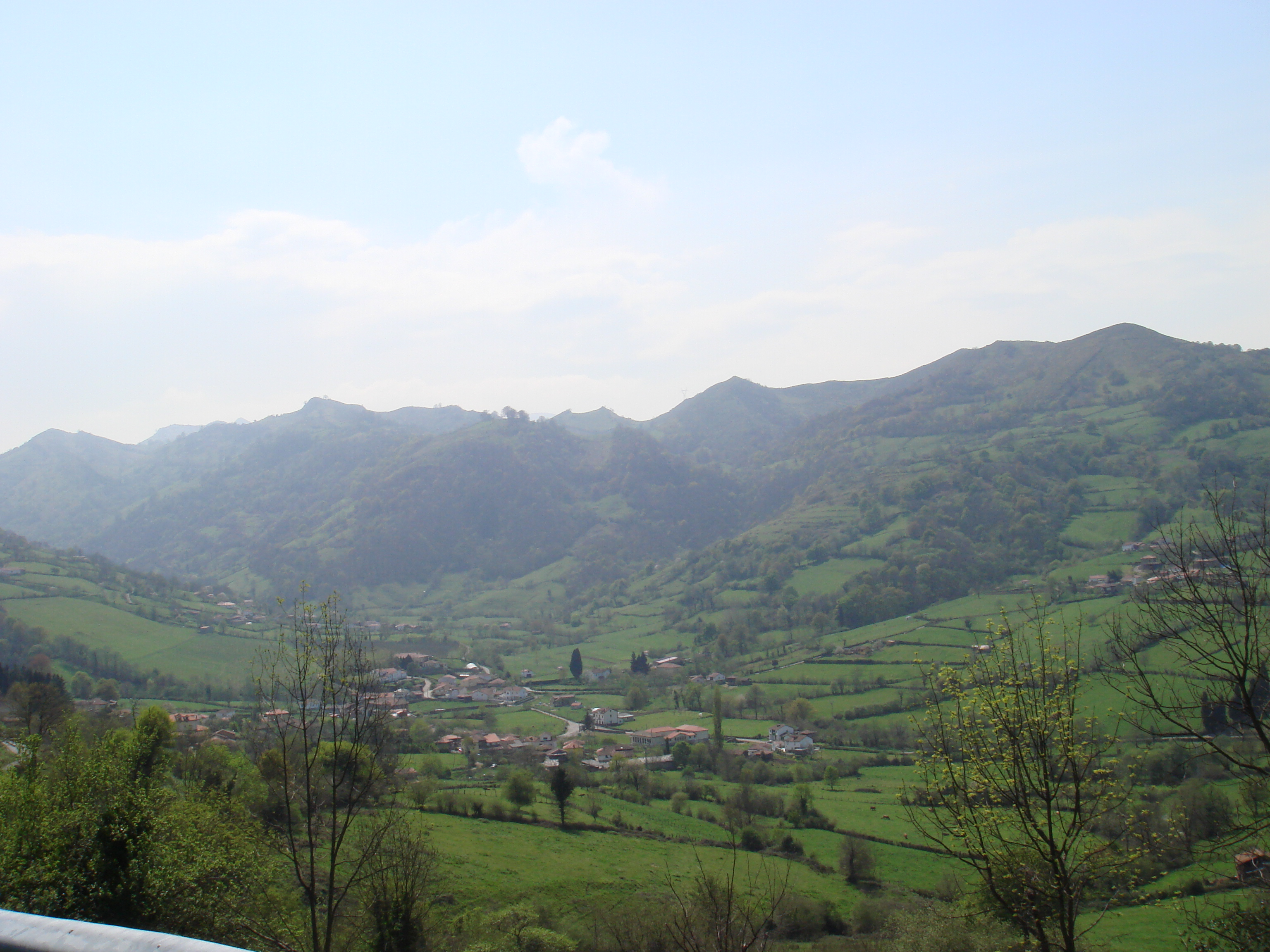
Vista general de Sama

Situada al sureste de la capital del concejo, cíñela por el sur una cordillera de montañas que la separan del antiguo coto de Linares y de Castañedo, y en anteriores épocas, con Trubia, formaba una sola parroquia.
La parroquia de Sama limita al norte con Bayo y Trubia, esta última en el concejo de Oviedo; al sur, con las de Santo Adriano del Monte y Linares, en el concejo de Proaza; al este, de nuevo con Santo Adriano del Monte y con Coalla; y por el oeste, con Trubia y Castañedo del Monte, esta última en el concejo de Santo Adriano.
Tiene una extensión de 15,92 km², siendo la más extensa de todo el concejo de Grado. Su principal vía de comunicación es la carretera AS-313 que la une con Grado y Trubia; y como accidente geográfico más importante cabe destacar al río Sama, que atraviesa el valle de sur a norte. 
Se encuentra a una distancia de 10.5 km de la capital del concejo, y a 6 km de Trubia. Discurre por Sama el camino que sigue a Proaza, y entra en Castilla por el puerto de Ventana, lo que representa un ramal del camino de la Mesa que por su menor altitud era más utilizado en invierno.

## Recursos naturales

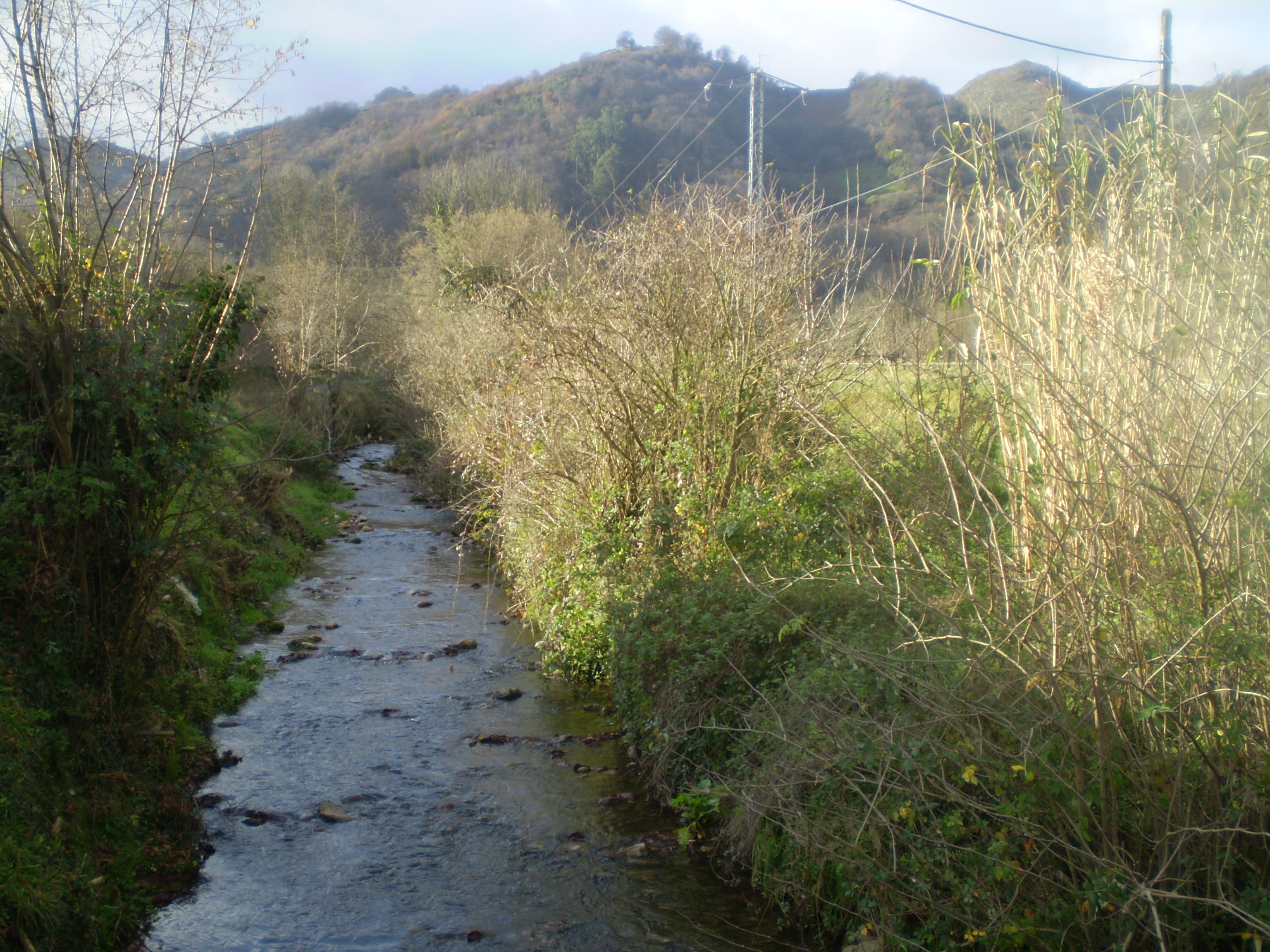
Río Sama

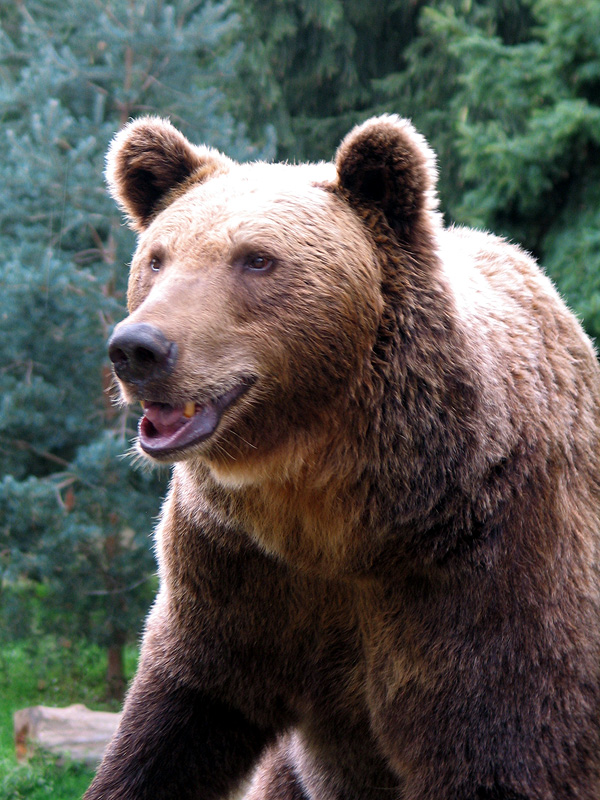
Oso pardo

El valle del Sama se encuentra rodeado de montañas que llegan a rondar los 1000 m, y que le confieren esa belleza paisajística tan particular. Su valle se encierra entre una capa boscosa compuesta de robles, castañares, tejos, acebos fresnos y otras muchas especies vegetales. Por ella vuelven a circular osos que se dirigen desde Yernes y Tameza a Proaza,  lobos ibéricos, nutrias, garzas, corzos, jabalís,  gatos monteses e infinidad de animales que ven en Sama un hábitat ideal. El hombre es uno de ellos, que ha conseguido adaptarse a estos terrenos, en ellos ha practicado la agricultura y la ganadería. Hoy en día lo sigue haciendo, modernizando el campo e intentando obtener productos competitivos. Las nuevas técnicas, la modernización de los instrumentos, la adaptación del campo a las actividades más rentables, como en el caso de la agricultura , con la plantación de grandes pumaradas o la agricultura bajo plástico que hacen rentable actividades que antes no lo eran. En el campo de la ganadería la apuesta por las razas autóctonas, la mejora de la maquinaria, la construcción de cuadras adaptadas a estas nuevas técnicas y la concentración parcelaria han logrado la especialización y esto una mayor competitividad de los productos.

## Meteorología
La parroquia de Sama, al igual que el resto de las asturianas y la totalidad de la cornisa cantábrica, se encuentra dentro del dominio del clima atlántico u oceánico característico del ámbito climático y paisajístico conocido como La España Verde, donde la presencia de lluvias bien repartidas a lo largo de todo el año origina un paisaje dominado por un permanente verdor. La clasificación climática de Font Tullot (1983) denomina al ámbito como Zona Verde de Clima
Europeo Occidental, en su vertiente de Región Marítima, donde a una casi constante humedad se añaden los factores determinados por un régimen de vientos dominantes del NW. La combinación de este régimen con la imponente presencia de las altas y cerradas masas de la Cordillera Cantábrica provoca una notable nubosidad de estancamiento, que incluso en situaciones sinópticas poco propicias a producir lluvias, sustenta la gran frecuencia con que se producen unas lloviznas conocidas regionalmente como orballo.

## Historia
Desde hace más de 40000 años se tienen noticias de Sama cuando los habitantes de las cuevas del Conde y San Adriano cazaban en nuestros bosques. Más tarde se asentarían en el castro de Canales. El pueblo se extendió por el valle y en él se instaló un pequeño monasterio de religiosos huidos de las conquistas moras. Con el tiempo se construyó el castillo de boanga que protegía el valle y los caminos de paso a Asturias. Allí se alojó la comitiva real cuando se abrieron las reliquias de la Cámara Santa entre esa comitiva estaba Rodrigo Díaz de Vivar. Más tarde el valle dividido en dos pueblos sería atacado por Gonzalo Peláez de Cuaya destruyendo el denominado Samna. Con la pacificación en el siglo XIV de la guerra se asentaron en Sama familias nobilarias como los Arias. A partir de aquí los hechos son muchos, crecimiento del pueblo con nuevos barrios, deforestación, construcción y mejora de la iglesia, palacios etc.

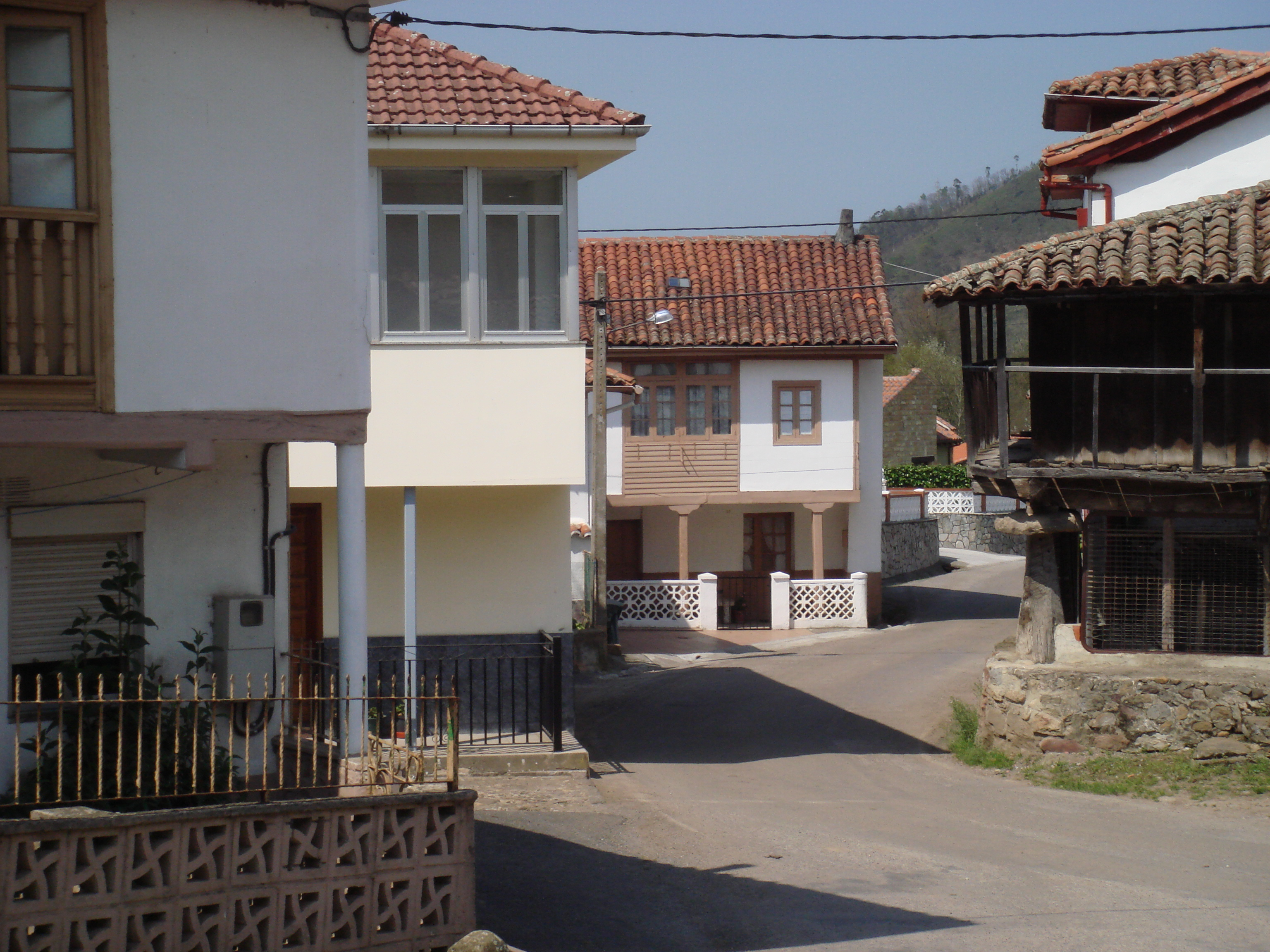
Casas tradicionales de Gadía

## Población
La evolución de la población en Sama es negativa, desde finales de los 50 donde llegó a sobrepasar Sama los 1200 habitantes por lo que podemos afirmar que Sama ha perdido más del 86% de su población en menos de 50 años. En los últimos 7 años ha pasado de 211 a los 164 actuales , una pérdida de 47 habitantes, y la tendencia es seguir perdiendo más habitantes pero de una forma más moderada. Las nuevas comunicaciones y la situación geográfica puede ser el mayor aliciente para acabar con la tendencia, pues Sama se encuentra a menos de 20 minutos de Oviedo a 5 de Trubia y a 15 de  Grado, y su mayor problema, el trazado de la carretera va dejar de serlo en pocos años.
| 2000 | 2001 | 2002 | 2003 | 2004 | 2005 | 2006 | 2007 |
| 211  | 192  | 193  | 187  | 177  | 174  | 172  | 164  |

Según el nomenclátor de 2009 la parroquia está formada por las poblaciones de:
- La Corredoria (casería): 1 habitante.
- Doró (Doróu en asturiano) (casería): 9 habitantes.
- La Mata (casería): 3 habitantes.
- Palacio (Palaciu) (lugar): 38 habitantes.
- Pedredo (Pedréu) (lugar): 19 habitantes.
- Trasmuria (Tresmuria) (lugar): 12 habitantes.
- La Vega (La Veiga) (lugar): 74 habitantes.

## Economía
La economía de Sama de Grado difiere desde hace unos 2 siglos de la del resto de las parroquias rurales del concejo moscón. Si en un principio la economía se basaba en la de supervivencia (un pequeño huerto familiar y unas pocas cabezas de ganado), a finales del siglo XVIII esto cambió, la instalación en la vecina Trubia de la afamada fábrica de armas, dio un vuelvo total a la economía de Sama de Grado. La necesidad de mano de obra para la fábrica, dio paso a que los vecinos de Sama cambiaran las difíciles tareas ganaderas por las de obreros de la fábrica. El cuidado del ganado pasó a manos de las mujeres y de ningún modo este disminuyó; puede decirse todo lo contrario, el poseer en cada casa de uno o varios sueldos fijos, hizo aumentar las posibilidades adquisitivas de la población y esto se materializó en un gran crecimiento demográfico, un aumento de la reses familiares que eran cuidadas por los vecinos que no trabajaban en la fábrica y un aumento de la alfabetización y estudios superiores en la parroquia. Si bien es sabido que los sueldos no eran grandes -más bien todo lo contrario- las posibilidades aumentaron mucho respecto al antiguo modo económico en el que se basaba la vida de Sama.
En la actualidad, la fábrica sigue siendo uno de los sectores económicos trolleiros, pero la cercanía y mejora de las comunicaciones con los grandes núcleos económicos asturianos han hecho que gran parte de la población se dedique a otros menesteres como son el sector servicios, la construcción, etc.

## Las construcciones
Las casas tradicionales se mezclan en Sama junto con casonas y palacios que adornan sus calles. Casas de estilos asturianos como Casas terrenas con avance y portal, casas tipo patín, casas bloque, las casas corredores, casas corredor con muro, todas de cubierta de teja, con muros de mampostería o tabiques de xebayu (entretejido de varas), de barrotes, entramado o de imprentón. Edificios auxiliares como cuadras o hórreos y paneras muchas de ellas de gran importancia como los hórreos de estilo Villaviciosa con grabados, paneras de gran tamaño , entre ellas algunas de estilo Carreño.

## Monumentos

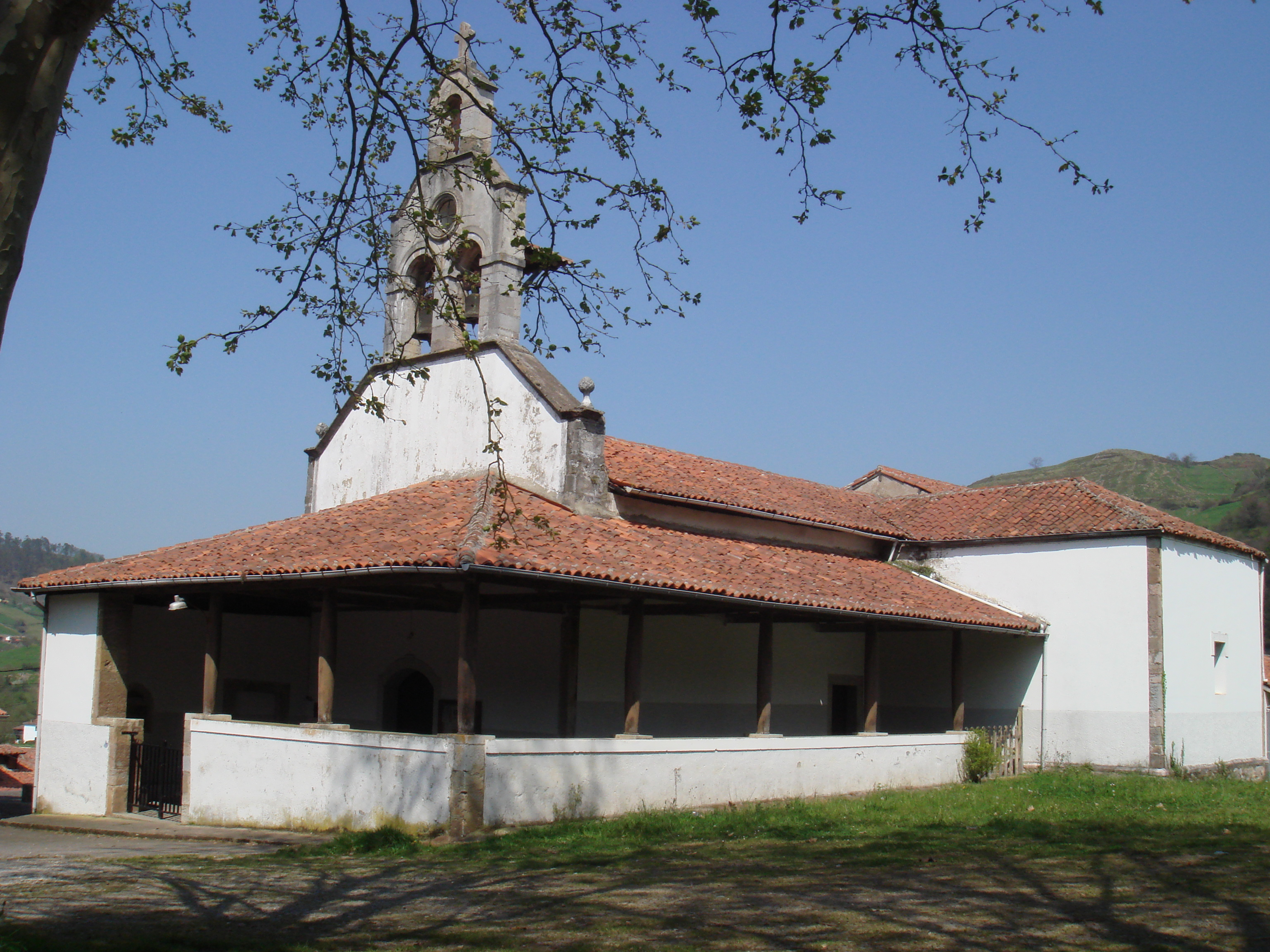
Iglesia de San Esteban de Sama

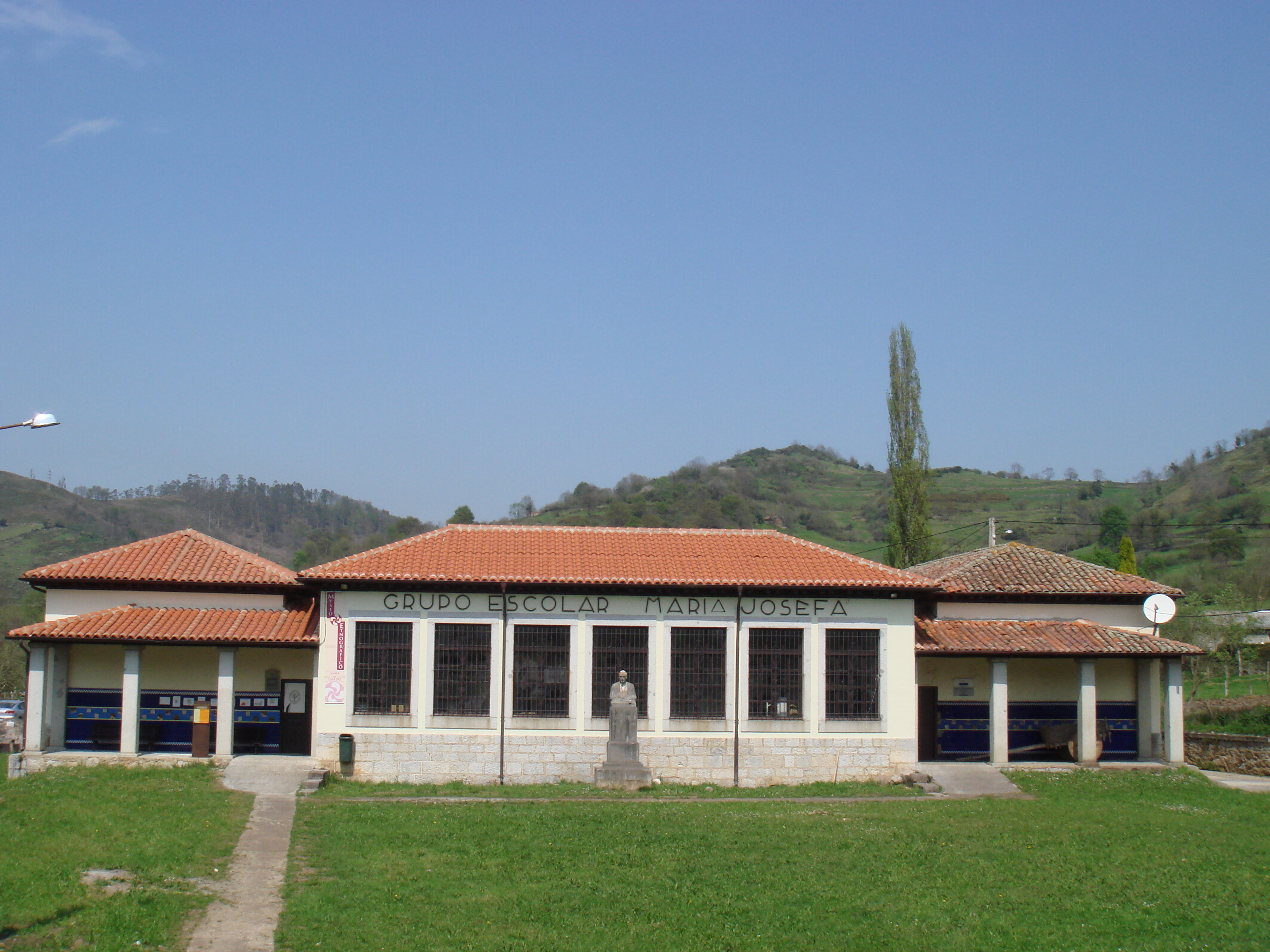
Grupo escolar María Josefa

La Parroquia de Sama de Grado, está repleta de importantes restos arquitectónicos, grandes casonas conviven con palacios y casas tradicionaes entre los que destacan:

### Iglesia parroquial de San Esteban de Sama
La iglesia de San Esteban de grandes proporciones, planta de cruz latina, es de estilo popular. Su estructura seguramente del siglo XVIII, ha sido reformada por el paso del tiempo. Posee un gran cabildo que ocupa el ala este y norte de la Iglesia.El elemento más llamativo de ésta es la gran espadaña que corona la Iglesia de triple arcada, cual si dedo elevado al cielo. Su interior muy reformado tras la quema de la iglesia en la guerra civil, se distribuye en la capilla central 2 capillas laterales y la capilla del Santísimo. 

### Grupo escolar María Josefa
El interesante Grupo escolar María Josefa (escuelas públicas de Sama de Grado) se encuentra en La Vega, pueblo de la parroquia de Sama de Grado que dista 10,5 km de la villa de Grado (capital del concejo de igual nombre) y tiene acceso por la carretera AS-313, la cual atraviesa su caserío.
Esta construcción de nueva planta constituye un claro exponente de la contribución que entre 1870 y 1936 hicieron los indianos y emigrantes a la escolarización y progreso del medio rural asturiano. Se trata de un edificio escolar, de estilo racionalista, que alberga dos escuelas unitarias, una para cada sexo, cuya construcción fue asumida por el indiano filántropo y humanista Adolfo Prieto y Álvarez de las Vallinas —nacido en 1867 palacio de las Vallinas, de Sama de Grado, y residente en México—, quien lo dedicó a su hija María Josefa, fallecida a muy temprana edad, y lo donó al pueblo. El proyecto de construcción fue encargado, en Madrid, al arquitecto José Fonseca, y está fechado el 16 de abril de 1930. Las obras finalizaron en el año 1932, aunque la escuela permanecería inactiva hasta 1938.
El aspecto más relevante de esta escuela es la de contar con una representación importante de diferentes episodios de Don Quijote de la Mancha, esculpida sobre los mosaicos que adornan sus paredes. Tanto los soportales como los pasillos se construyeron con un zócalo de azulejos azules de 1,72 m de altura, con un friso en doble fila en el que están representadas varias escenas de esta obra maestra de Miguel de Cervantes (139 azulejos, elaborados en localidad sevillana de Triana), que alternan con dichos y refranes (144 azulejos). Tal es la importancia que este hecho suscita que, en el año 2005, se publicó el libro El Quijote en Asturias: la escuela indiana de Sama de Grado donde se explica el origen de los azulejos y las técnicas que se utilizaron en su elaboración.
El impresionante busto de Adolfo Prieto, obra de Víctor Hevia Granda, se encuentra frente a la fachada. Este edificio tiene además otros usos (museo etnográfico, centro de reunión vecinal, etc.)

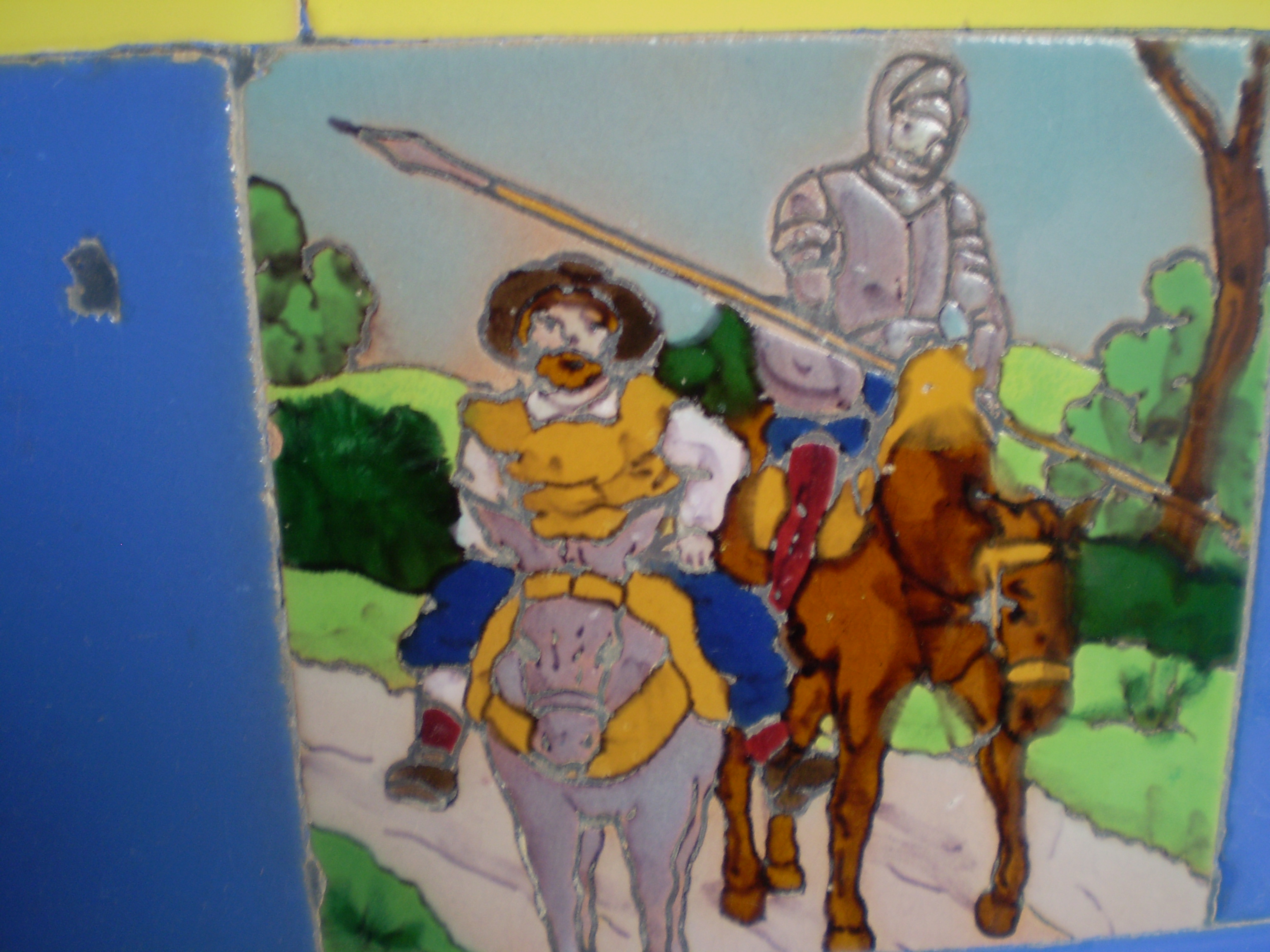
Azulejos de Sama

### Palacio de los Arias de Velasco
Más conocido como el palacio de la Mouta, del siglo XIV aunque muy reformado en el siglo XX, destacan en él los escudos de los Arias del siglo XVI pinta de plata con una cruz floreteada de gules, un castillo de piedra que lleva en su puerta una t de azur y mantel de plata con un águila rapante, de sable picada y membrana de oro, y el de los Velasco del s XVIII Jaquelado de quince piezas ocho de oro y siete de veros de azur y plata. El palacio es el origen del apellido Arias de Velasco. En los años 40 fue comprado por la familia Prieto de las Vallinas. Tuvo gran importancia en el desarrollo de Sama. El no tener capilla se debe a encontrarse en frente de la Iglesia parroquial.

### Palacio de las Vallinas

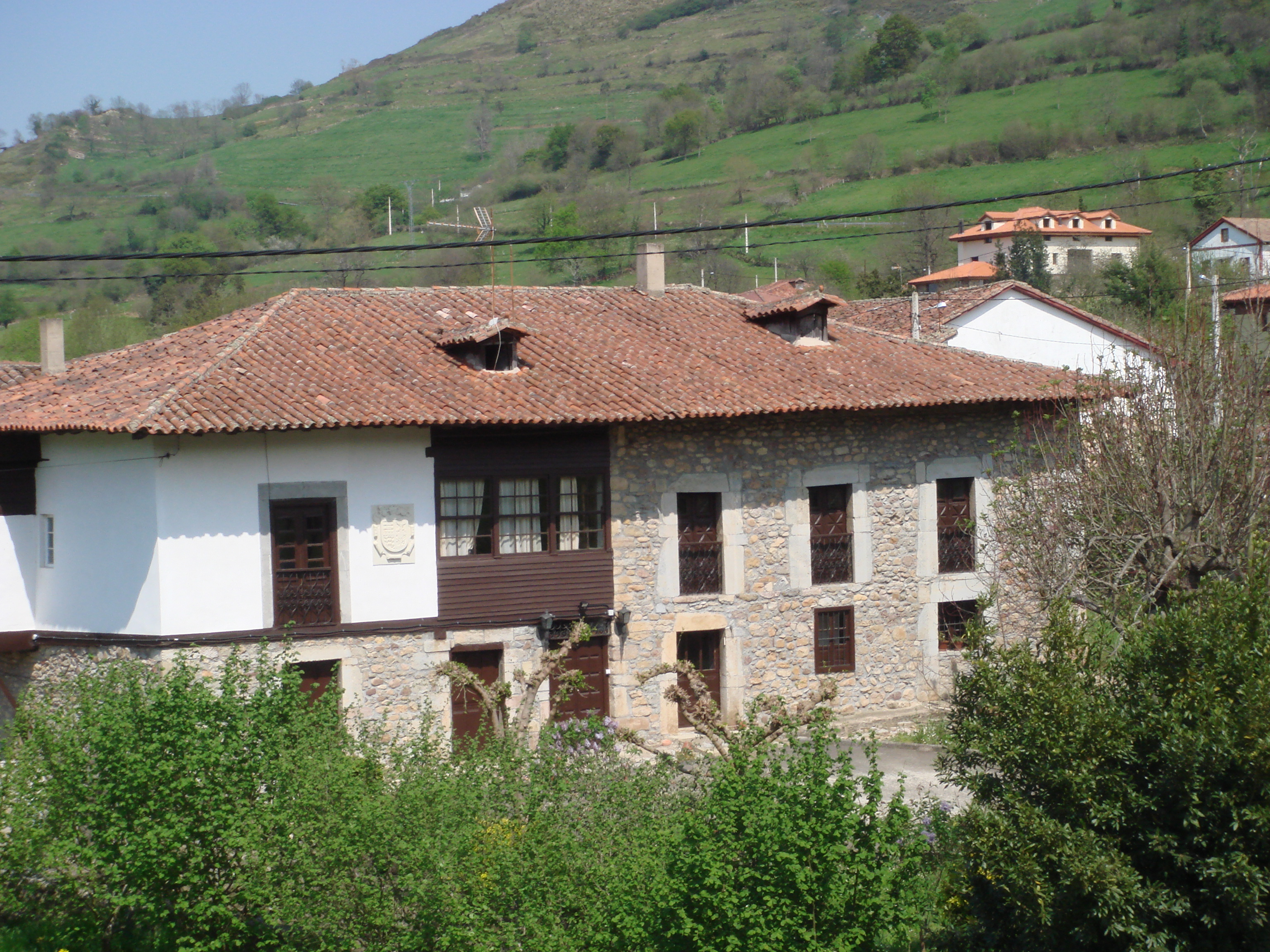
Palacio del Pontigo

Situándose en el barrio de la Veiga. Este inmenso palacio, hoy reconstruido, es una bella edificación de tipo regional, con forma de paralelepípedo, tejado a dos aguas y con un gran frontón abierto en la fachada principal. Destaca también su cuadra que más que cuadra se podría hablar de otro palacio paralelepípedo de 3 alturas y de piedra vista. Muy destacable son sus jardines y paseos que trascurren por su gran finca así como sus instalaciones de deporte. Esta completamente rodeado por un muro de más de 2 metros de altura.

### Otras construcciones
Otras construcciones destacables son la casona de Joaco la Maestra de los Álvarez de la Veiga del siglo XIX . La del Pontigo de grandes dimensiones poseía capilla perteneciente a la familia Díaz de Miranda. La casona de Trasmuria del siglo XVIII se mantiene muy parecida a sus orígenes destaca su balcón y la puerta de los establos con una gran Cruz tallada, así como el escudo. Otras construcciones destacables son la casona de  Vega-Valsinde, la de Pedreo, la casa Donato de Doró o la casa María Valiente, así como las escuelas viejas o escuela María del Carmen Arias de Velasco, mandadas construir por donación testamental de Eulogio Díaz de Miranda recientemente rehabilitadas por el ayuntamiento a petición de la Asociación Cruz de Mayo y el alcalde de Sama. Otra obra destacable es el busto en honor a Adolfo Prieto obra de Víctor Hevia.

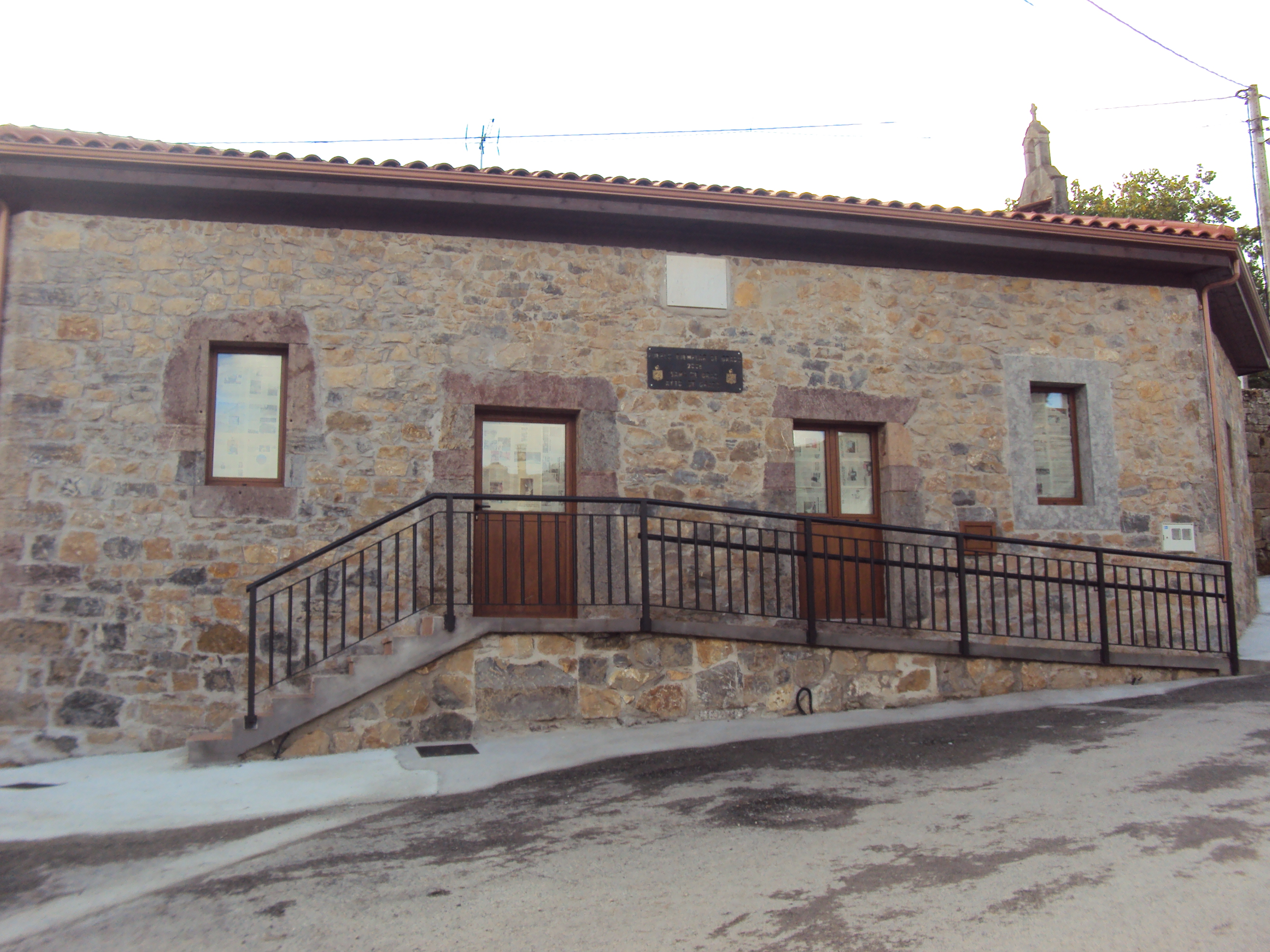
Vista de la escuela María del Carmen Arias de Velasco.

## Etnografía y tradiciones

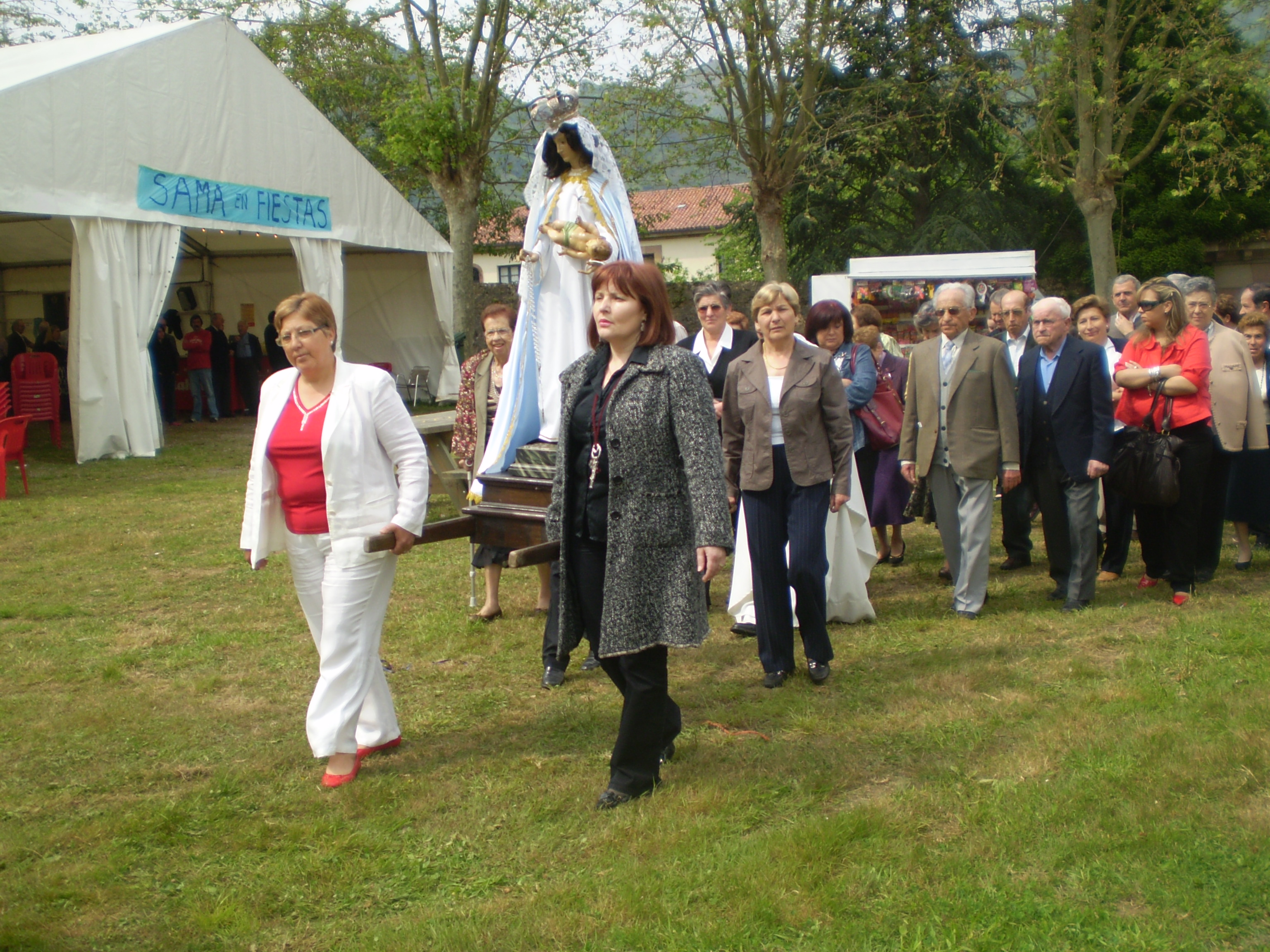
Procesión en la Cruz de Mayo

Sama de Grado se nutre de una gran etnográfica. Desde sus construcciones de las cuales ya hemos hablado, sus fiestas de las que hablaremos, y sus tradiciones. Muchas de ellas aún se conservan, tradiciones como pedir el aguilando al estilo antiguo, la fervorosa devoción por San Antonio o las anuales misas de los barrios a Santa Bárbara que les protege de los rayos. Otras pueden ser la fiesta de los barrios.
Muchas de estas tradiciones se han recuperado, pedir el aguilando o recuperar la tradicional procesión de la virgen de los Dolores en la Cruz de Mayo y el reencuentro. En tema de las fiestas de los barrios aún se celebran las de Doro y los vecinos de Palacio están recuperándola haciendo su fiesta por el verano. Sama de Grado posee una amplia etnográfica recogida en una gran colección "el Museo de Sama de Grado" del cual hablaremos en el próximo epígrafe. Otra tradición que sigue realizándose es la de tocar las campanas, desde el repiqueo hasta el toque fúnebre, tradición familiar realizada por 2 familias de la parroquia.

## Museo

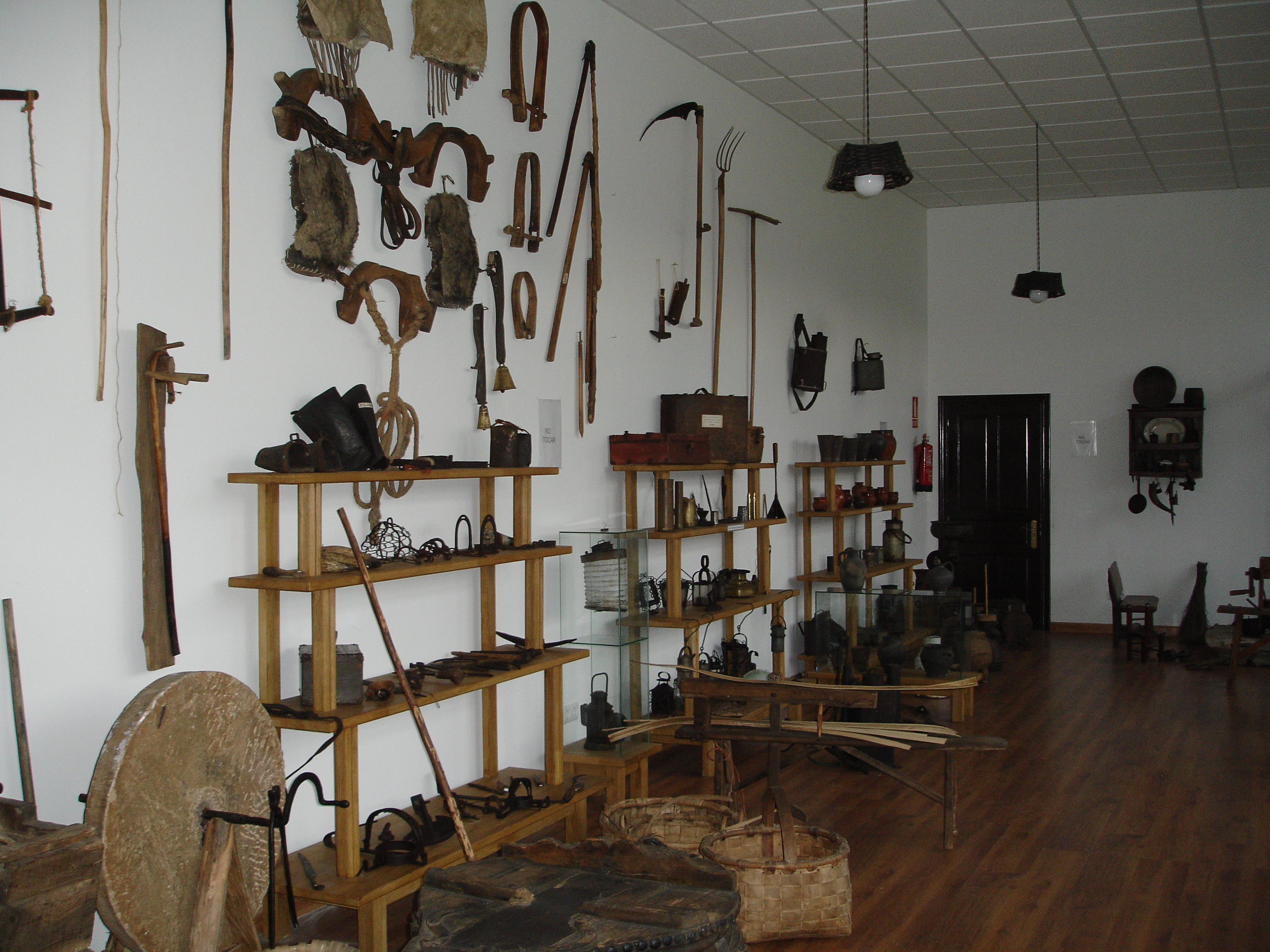
Museo etnográfico de Sama de Grado

. Estas reliquias del pasado habían sido guardadas cariñosamente por una vecina del mismo, Olvido Menéndez, quien las cuidó durante algunos años de su vida. Ella misma decidió que estas piezas debían ser depositadas en un sitio en el que toda la gente que quisiese pudiera visitarlas. La colección consta de unas 1.100 piezas, la mayoría en un perfecto estado de uso.
El local, ubicado en las escuelas del pueblo, ha sido perfectamente diseñado para este uso, gracias a una subvención . Está estructurado por zonas; así, en la cocina hay utensilios propios de la misma; en la zona del llagar, todo lo relacionado con él; etc.

## Fiestas y eventos
Uno de los principales proyectos llevados a cabo en Sama son sus fiestas. Su principal fiesta es la Santa Cruz de Mayo, aunque también se realizan otras fiestas como el carmen de septiembre, eventos como San Juan, el amagüesto, la fiesta de los barrios, el reencuentro, o el mercado astur celebrado en Semana Santa amenizan la vida de nuestra parroquia.

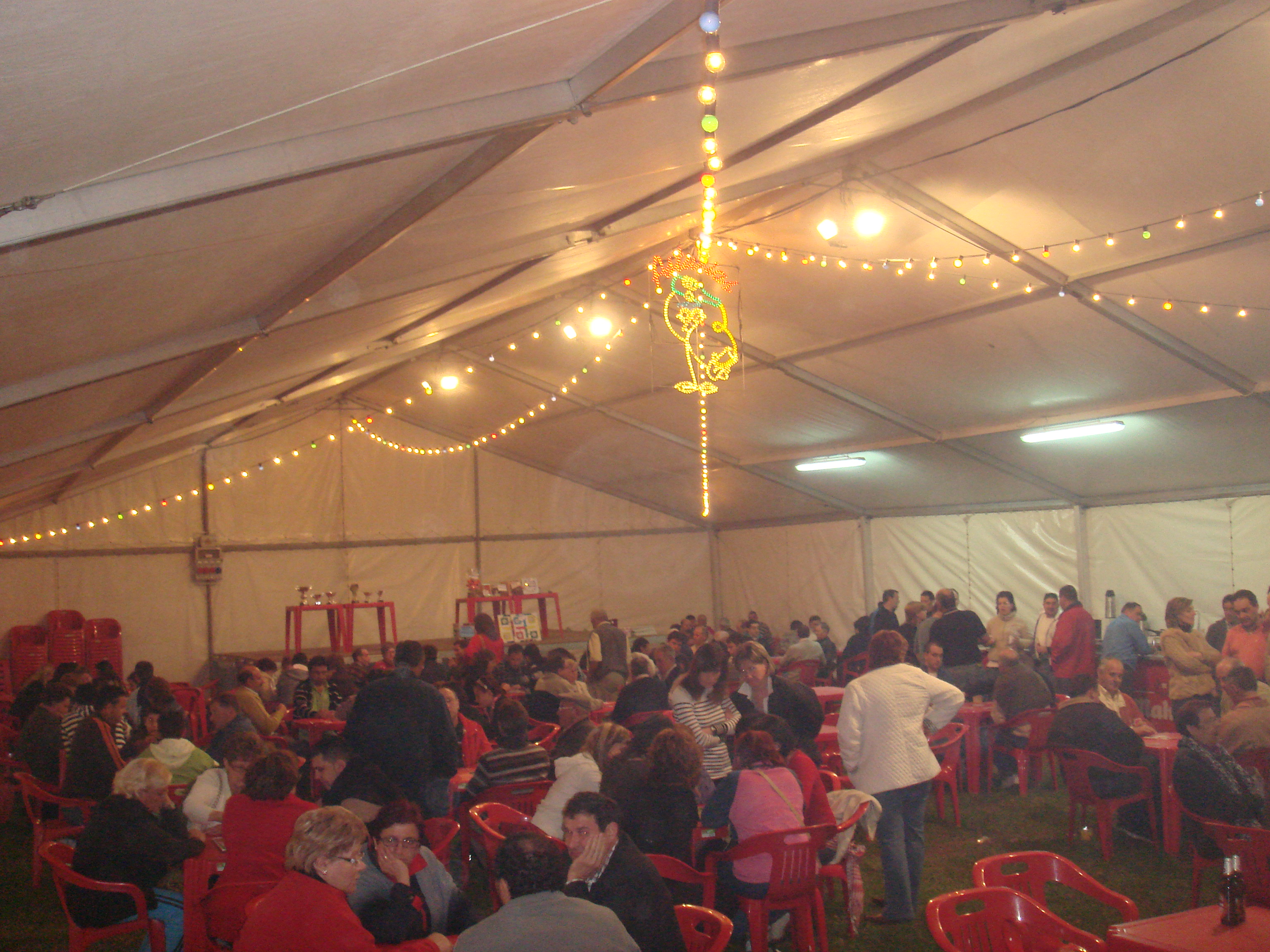
Torneo de brisca y parchís en la Cruz de Mayo

- La Cruz de Mayo:  También denominada el Cristo de Mayo. Es una fiesta ya excluida del calendario litúrgico al unirla con la exaltación de la Cruz el 14 de septiembre, el tiempo que lleva celebrándose es imposible de determinar pero podría rondar los 5 o 6 siglos, fechas en la que se expandió por España. El párroco trolleiro Juan de la Vega en una detallada descripción del valle enviada a Tomas López el 23 de febrero de 1798 escribía:

" tiene en su iglesia parroquial el celebrado santuario institulado El Santo Cristo de Sama"

 Justamente la fiesta que aún se celebra el Cristo de Mayo o como se le conoce popularmente la Cruz de Mayo. La celebración de esta festividad es única en Asturias pues nadie más que esta localidad la celebra en la actualidad. La Cruz de Mayo es sin ningún tipo de duda la historia viva de Sama. Esta fiesta esta totalmente recuperada, la Asociación de Festejos Cruz de Mayo se encarga de ello y ha recuperado también la procesión de la virgen. Se celebra el 3 de mayo si cae domingo sino el fin de semana siguiente. 

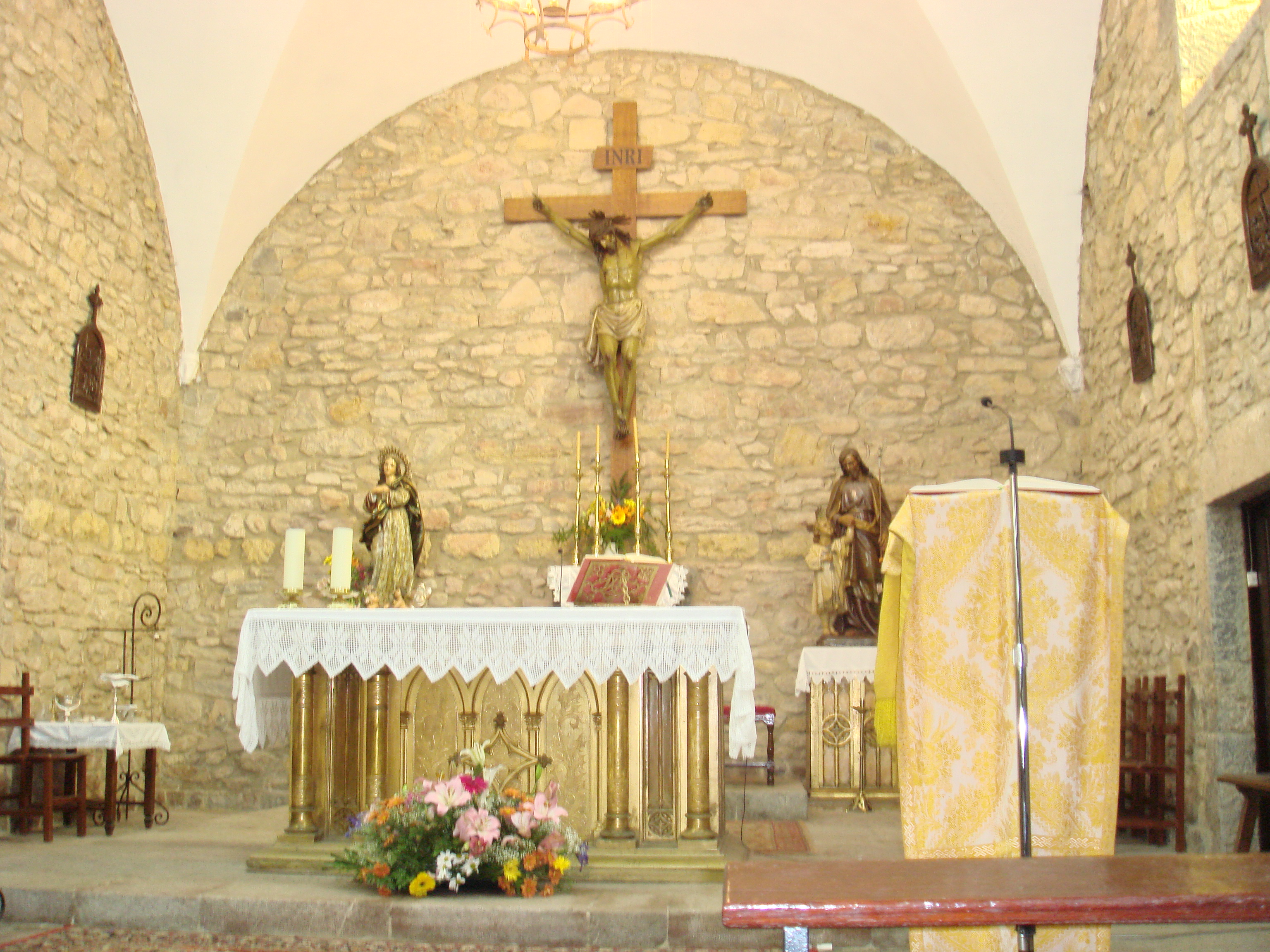
El renombrado Cristo de Sama.

- El reencuentro: Es una fiesta tradicional de la parroquia. Es un rendimiento de honores a la gente que forjó la identidad del pueblo de Sama. Esta fiesta que no se realizaba desde 1988 se ha vuelto a recuperar y realizar en el año 2008. Un evento que reunió a todo el pueblo para homenajear a nuestros paisanos más longevos.

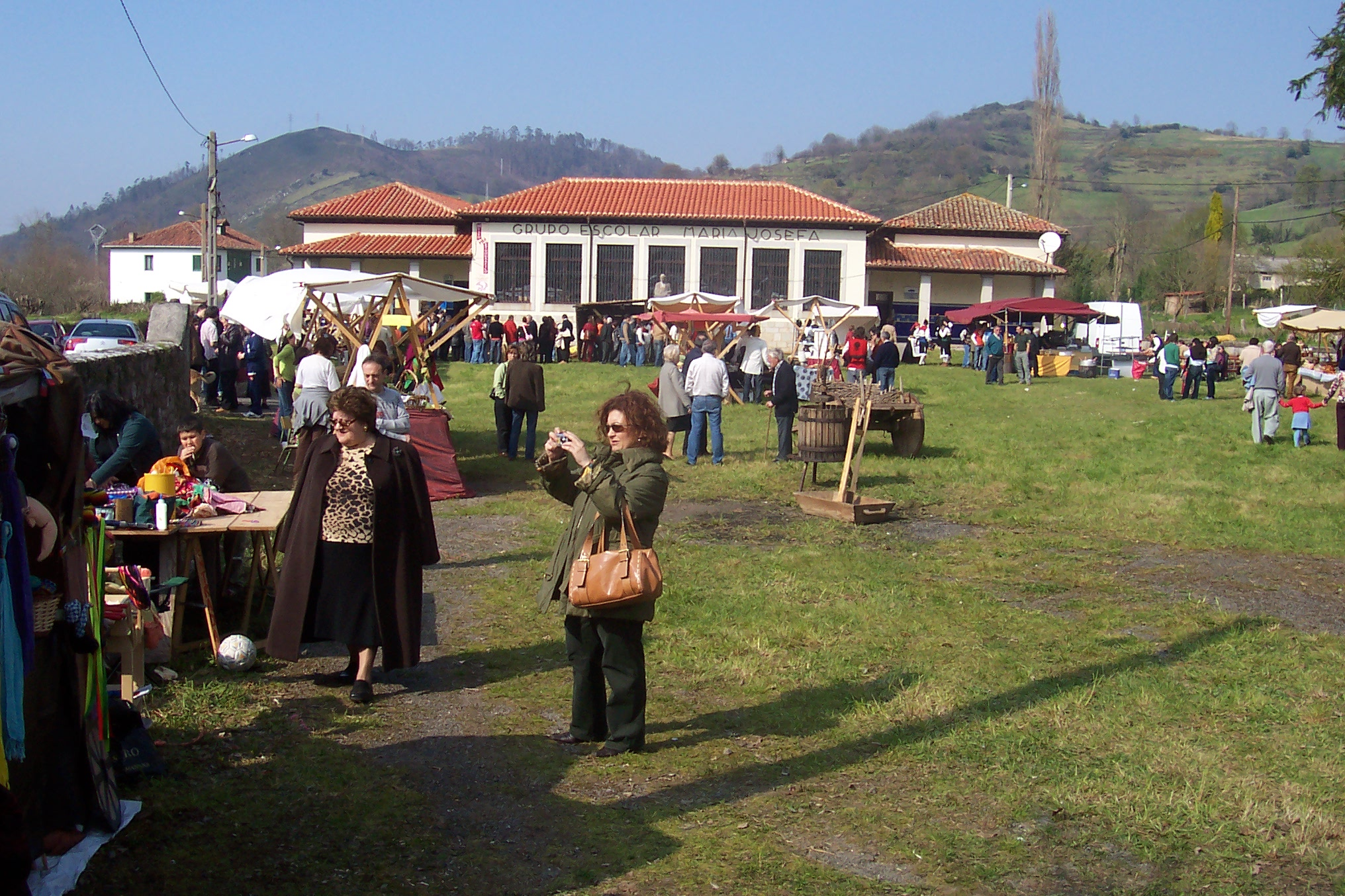
Mercado Astur de Sama de Grado.

- El mercado Astur: Es un mercado tradicional asturiano realizado en Semana Santa desde 2007, reúne a multitud de personas que se acercan a Sama. El mercado consta de puestos de venta de productos artesanos vinculados con la cultura popular, como las conservas, la miel, las mermeladas, los quesos, embutidos, sidra o licores. Además de una taberna tradicional, seis talleres artesanos,  personajes ataviados a la manera tradicional para animar la cita, así como cuatro actores que realizarán acciones teatrales en interacción con los visitantes. Cuatro actores que dan vida a la pareja de la Guardia Civil, al cura y a un ciego. Junto a estas actividades hay también música tradicional con bailes y juegos asturianos. Se recrea una «tsariega», antigua cocina rural, donde se cocinarán recetas típicas de fabada, pote asturiano, frisuelos, cuajada o café de manga, entre otros.

- San Juan: Realizada por la Asociación de festejos Cruz de Mayo. Abre la temporada de verano, con la tradicional hoguera y un picoteo gratuito para el pueblo agradeciéndole la ayuda prestada en la fiesta. La velada acaba con cantares populares alrededor de la hoguera y fuegos artificiales.

- El amagüesto: Esta fiesta tradicional asturiana también es celebrada en Sama por la asociación de festejos y la asociación cultural en conjunto. En ella se  amagüestan (tostan) las castañas en el bombo y también a la forma tradicional quemadas entre paja y restos de hierba. Existen actividades para todas las edades y juegos tradicionales.

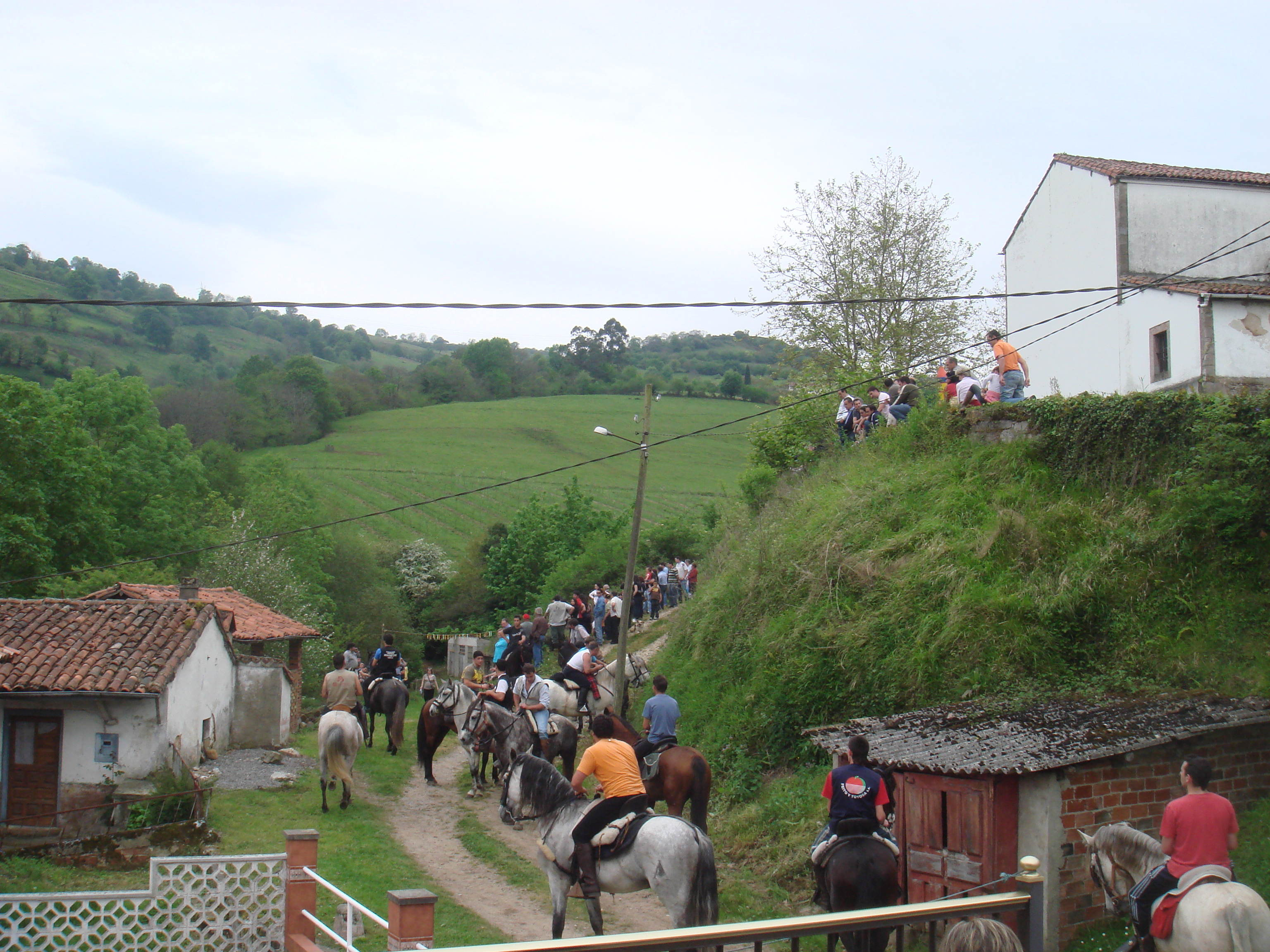
Carrera de Cintas a caballo en la Cruz de Mayo.

## Turismo

### Museo Etnográfico
Anteriormente mencionado

### Rutas por el pueblo
- Ruta de los hórreos: Dentro del pueblo de Sama de Grado se encuentra la mejor colección de hórreos de todo el concejo y una de las mejores o la mejor de Asturias, muchos de ellos de estilo villaviciosa con un gran valor histórico, de 4, 5 y 6 pegollos, paneras, algunas de ellas de grandes dimensiones, también se puede encontrar algún ejemplo de panera estilo carreño.
- Ruta de las casonas: Dentro de Sama se pueden llegar a localizar una decena de casonas asturianas, casi todas ellas en un estado de conservación excelente que embellecen la localidad. En ellas se instalaron más de 12 familias linajudas que han dejado su huella en esta localidad moscona.

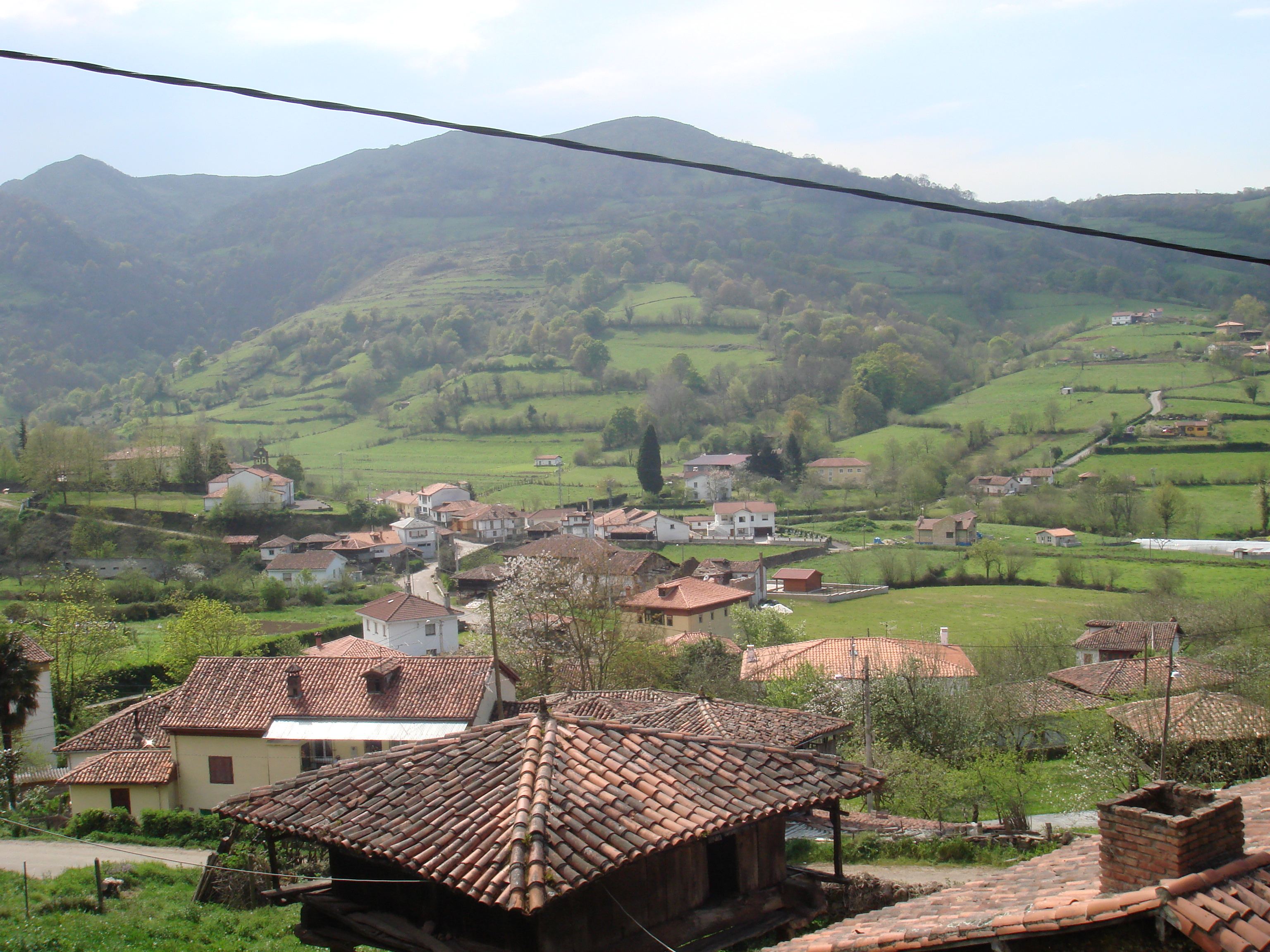
Vista parcial de Sama con un hórreo en primer término

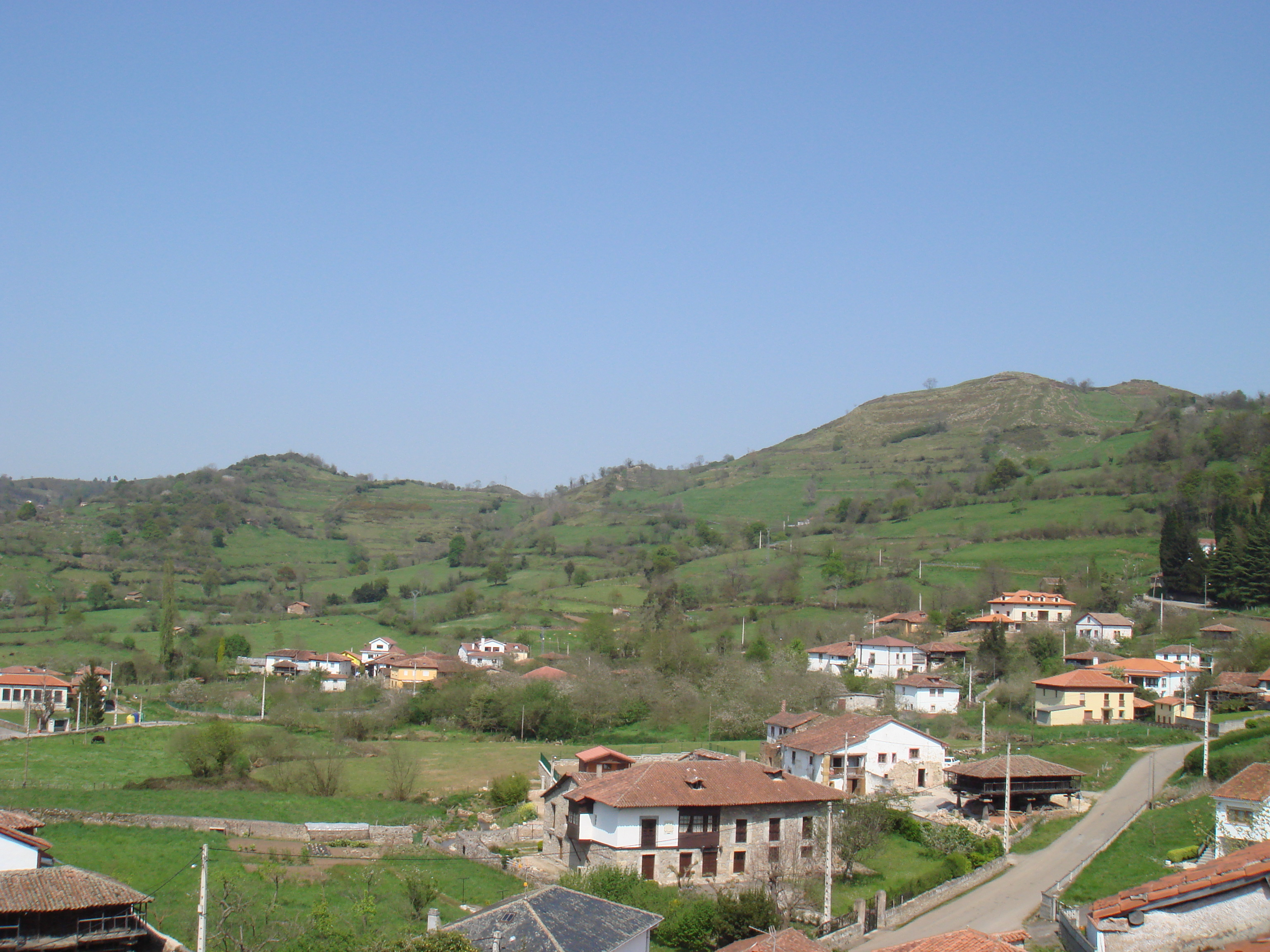
Vista parcial de Sama, donde se puede observar varias casonas

### Rutas de Montaña
- Ruta de los pueblos abandonados: Hecha por el Grupo de montaña moscón, se centra en una excursión por los pueblos abandonados de la parroquia ( el hortigal y la Condesa) con unas vistas estupendas sobre la sierra del Aramo, el pico el Oral y el pueblo de Santo Adriano del Monte
- Ruta a la sierra de Buanga y peña el castiello:  Donde la sorprendente historia de noble levantisco Gonzalo Peláez, las ruinas del Castillo de Buanga , las vistas a la sierra y las preciosas cascadas hacen de la ruta uno de los lugares con más encanto de la zona.

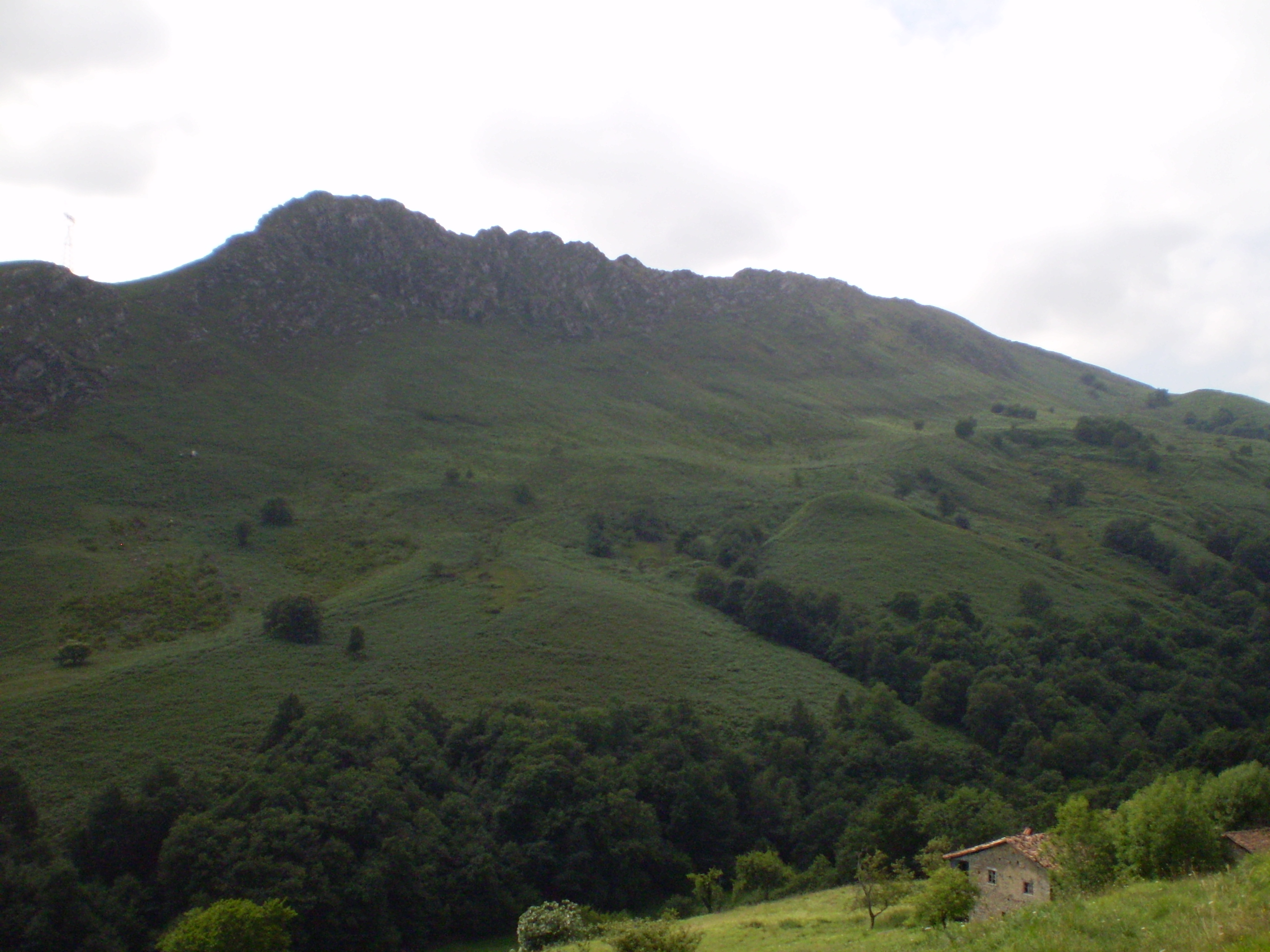
Vista de la sierra de Buanga, en primer término la casa santallocaya

### Establecimientos
- Hotel rural "Casa de la Veiga": De 3 estrellas, aúna toda la fisonomía de casona asturiana, con la comodidad y modernida de los nuevos tiempos.
- Casa Ricardo: Uno de los pocos bares-tienda que quedan en nuestra región, tiene un papel fundamental en la vida social de la parroquia.

## Publicaciones
- El quijote en Asturias. La Escuela indiana de Sama de Grado: Editado en el 2005 por la Asociación Cultural la Castañar. El libro cuenta la historia de las escuelas de Sama y explica los azulejos que existen en la escuela.

- Sama de Grado: Su historia y sus gentes: Editado por CH en el 2007 escrito por José Luis Suárez. Cuenta la historia, costumbres y vida de Sama de Grado a través de entrevistas realizada a más de 50 vecinos. Contiene más de 500 fotos antiguas y actuales.

## Hermanamientos
- Vélez Málaga  España

## Ilustres de Sama
- Francisco Arias de Velasco Tuñón y Tamargo, abogado y escritor del siglo XVIII.
- Jesús Arias de Velasco y Lugigo, catedrático, rector de la Universidad de Oviedo, magistrado del Tribunal Supremo y escritor (1868-1934).
- Francisco Arias de Velasco Sarandenes, periodista, fundador de la Nueva España y de radio Oviedo (1894-1986).
- Eulogio Díaz de Miranda y Arias de Velasco político del siglo XIX.
- Adolfo Prieto y Álvarez de las Vallinas, empresario (1867-1945).
- Jonás Areces, poeta, humorista, escritor, pintor y dramaturgo (1897-1926).
- Olvido Menéndez alma mater del museo, vecina ilustre.
- Don Santiago Arias de Velasco empresario ( 1901-1984)
- José Ramón Álvarez Busto empresario (1938-2011)
- Manuel F Álvarez Busto empresario (1945-2010)

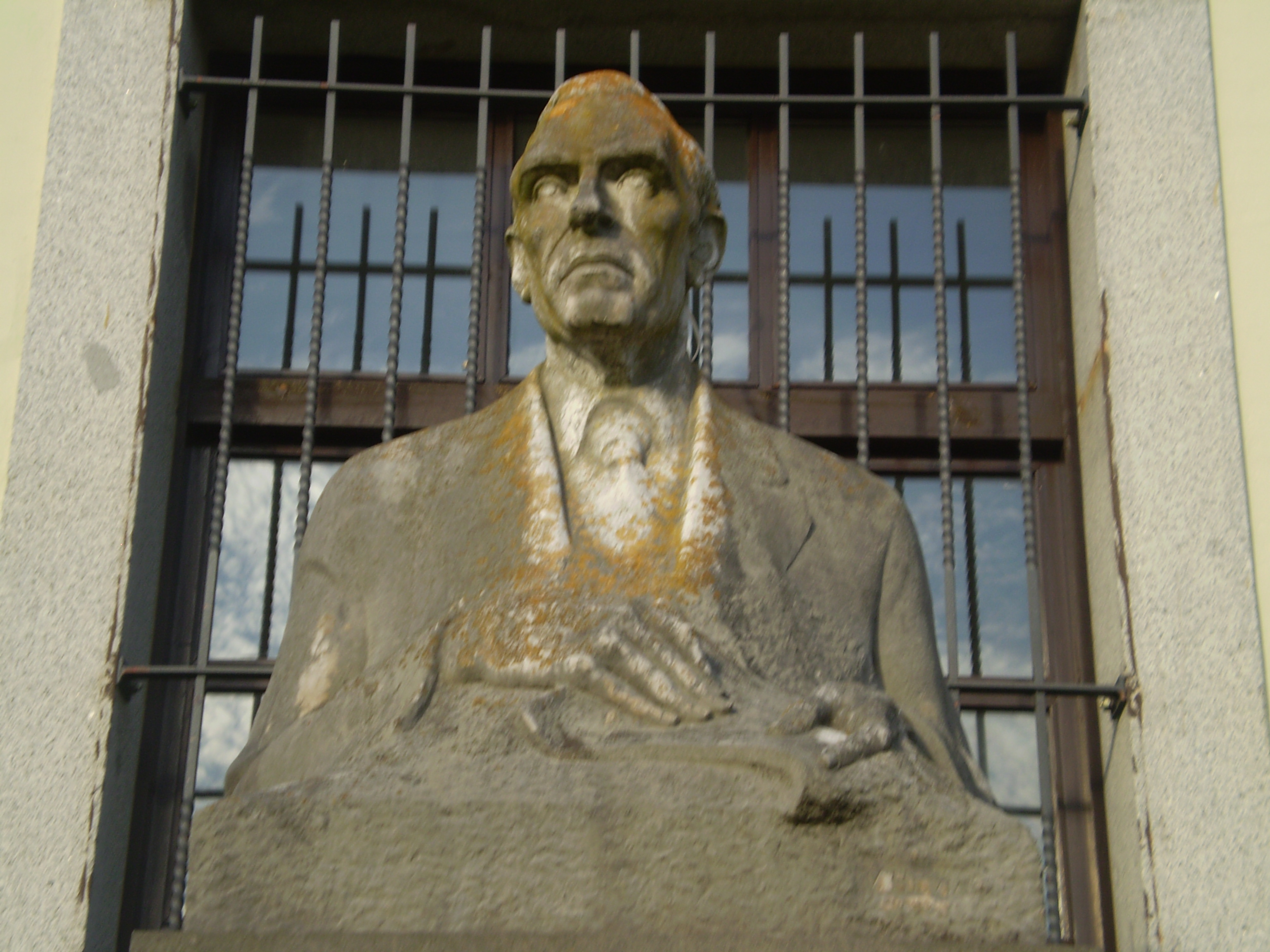
Adolfo Prieto y Álvarez de las Vallinas, obra de Víctor Hevia Granda.